# Majsorm
Majsormen (Pantherophis guttatus) är en art i släktet råttsnokar. Deras naturliga habitat är i sydöstra USA, från New Jersey i norr, till Florida Keys i söder och så långt som Texas i väst. Arten introducerades på några öar i Västindien. En fullvuxen majsorm kan bli uppåt 180 cm, men i fångenskap (terrarium) blir de sällan över 150 cm. Oftast 80–120 cm. En nyfödd juvenil är mellan 20 och 30 cm lång när den föds och är lika tjock som en blyertspenna. 
Dessa reptiler är även växelvarma, det vill säga att de kan inte reglera sin kroppstemperatur själv, de använder sig istället av omgivningen för att kunna höja eller sänka kroppstemperaturen. Växelvarma reptiler söker sig till varmare områden främst för att kunna spjälka sin föda.

## Färgvarianter
Majsormen har en lång rad färgvarianter, eller morfer, som man genom selektiv avel lyckats få fram. Vissa färgvariationer förekommer i naturen. Listan på morfer kan göras lång och utökas hela tiden. Där finns skillnader i färg, täckning och båda kombinerat. Några vanliga morfer som förekommer i svenska terrarium:
- Amelanistisk, saknar svarta pigment och är även känd som röd albino. Det finns flera olika morfer av de amelanistiska majsormarna till exempel "Creamsicle" och "Candycane".
- Anerytristisk, saknar röda pigment och finns därmed i olika kombinationer av svart, grått och vitt med en svag ton gult i färgen.
- Blizzard är en helvit färgvariant även om teckning kan skymtas.
- Bloodred är en helröd färgvariant.
- Candycane, en morf med rödvit täckning.
- Pastell, ormen har ljusgrå grundfärg med mörkare sadlar med färgpartier i orange, rosa eller ockra.

De olika täckningarna kan variera på många sätt. Exempelvis där sadlarna smält samman och bildar linjer längs ormens rygg, kallas stripad.

## Ekologi
Habitatet varierar mellan torra och fuktiga skogar, gräsmarker och klippiga områden med glest fördelad växtlighet.
Majsormar, liksom de flesta råttsnokar, äter mestadels gnagare, men de är duktiga klättrare och kan komplettera sin föda med mindre fåglar och ägg. Eftersom nyfödda möss är svåra att hitta i naturen, äter många majsormjuveniler små ödlor som första måltid, oftast grön anolis.
Individerna blir könsmogna när de är ungefär 60cm långa och cirka 24 månader gammal. Arten kan leva 20 år i terrarium eller lite längre. Den föredrar i fångenskap en dagstemperatur av 22 till 28°C och en nattemperatur av 18 till 20°C.

## Hot
Landskapsförändringar kan påverka lokala bestånd negativ. Hela populationen anses vara stabil. IUCN listar arten som livskraftig (LC).